# گراچانیتسا، کوزوو
گراچانیتسا (سیریلیک صربی: Грачаница؛ آلبانیایی: Graçanicë) یک شهر و شهرداری واقع‌شده در ناحیه پریشتینا در کوزوو است. تا سال ۲۰۱۱، این شهر حدود ۱۰٬۶۷۵ تن جمعیت داشت، اگرچه بیشتر صرب‌ها تلاش دولت کوزوو برای آمارگیری  را تحریم کردند.
این شهر به مرکزی صومعه گراچانیتسا، در ۱۰ کیلومتری خاور پریشتینا است.